# Katia (orkaan, 2011)
Orkaan Katia was een tropische cycloon die op 29 augustus 2011 ontstond uit een groot gebied van ongeorganiseerde regen- en onweersbuien.

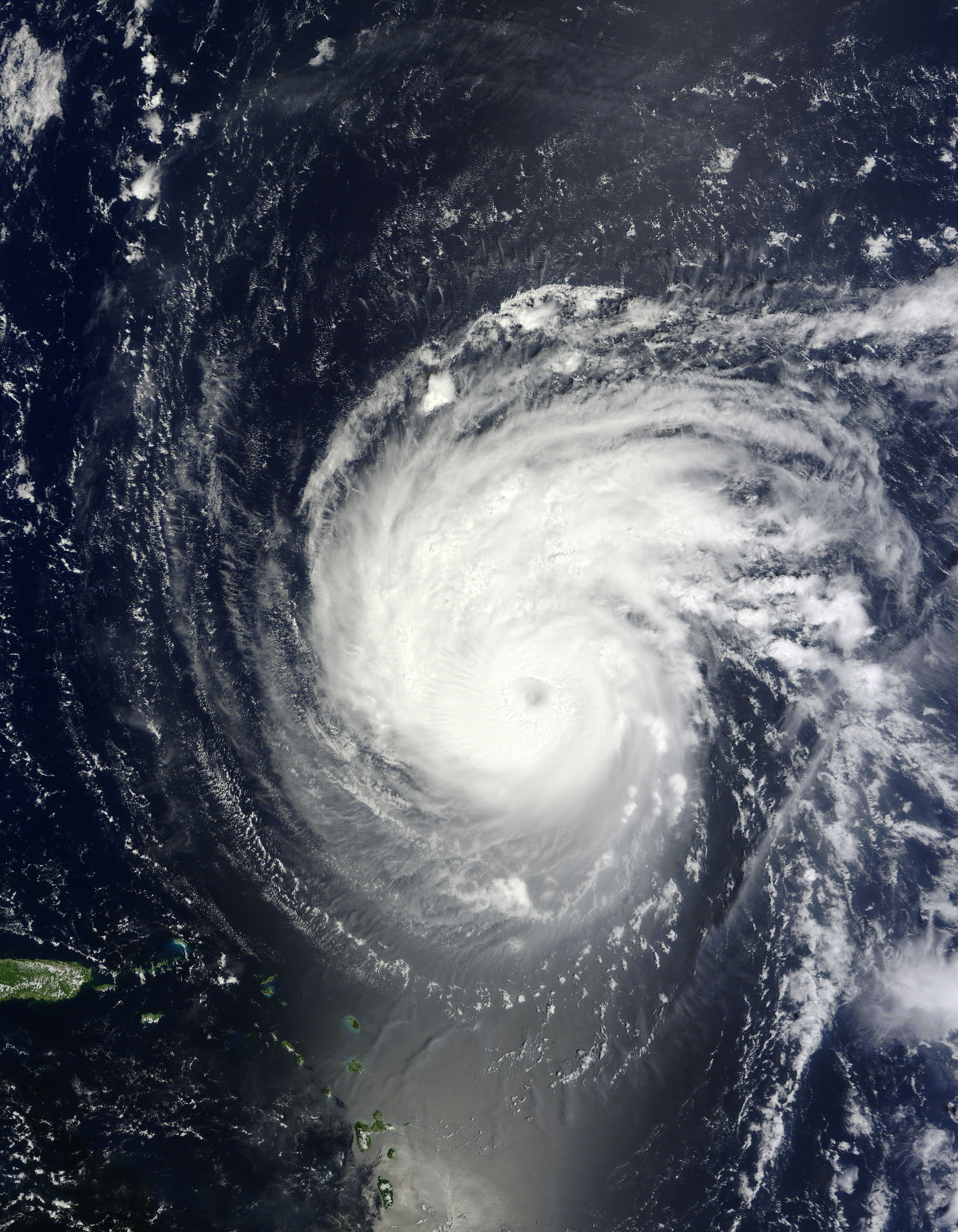
Orkaan Katia als het verplaatst uit de buurt van de Kleine Antillen op 4 september

 De twaalfde tropische depressie van het seizoen vormde zich op 29 augustus ten zuidzuidwesten van Kaapverdië. De basis van de depressie werd gelegd op 27 augustus door een groot gebied ongeorganiseerde regen- en onweersbuien welke vertrok vanaf de westkust van Afrika, waarvan werd verwacht dat het geleidelijk zou ontwikkelen. Het systeem werd een tropische storm op 30 augustus. Op 1 september zwol Katia tot een orkaan van Categorie 1 aan, maar zwakte dezelfde dag weer af tot een tropische storm. Op 2 september zwol Katia wederom aan tot een Categorie 1 orkaan. Na een dag weer een orkaan van eerste categorie geweest te zijn verzwakte Katia opnieuw tot een tropische storm. Op zondag 4 september 2011, heeft het National Hurricane Center in Miami ´s ochtends Katia weer opgewaardeerd tot een Categorie 1 orkaan. Later diezelfde ochtend zwol Katia aan tot een categorie 2 orkaan. In de avond van 4 september zwol Katia naar een orkaan van de derde categorie en ruim 6 uur later zelfs naar een orkaan van vierde categorie. Amper een paar uur later zwakte Katia alweer af tot een Categorie 3 orkaan. Toen Katia ten noordwesten van Kleine Antillen was, werd er op Guadeloupe een waarschuwing de deur uitgedaan voor gevaarlijke zee.
Van de zeer intense post-tropische cycloon werd verwacht dat het op 12 september de Verenigd Koninkrijk zou bereiken en waarschijnlijk nog steeds op orkaankracht zal wezen. Weersvoorspellers voorspelden winden tot 80 mijl per uur (130 km/h) en zeer natte omstandigheden. De "Met Office" en de "Raidió Teilifís Éireann" hadden beide waarschuwingen uitgebracht voor zwaar weer voor de landen Noord-Ierland en Schotland. Maandag 12 september trokken uitlopers met windkracht 9 over de Waddeneilanden.
De overblijfselen van Katia maakte zelfs schade schade in Rusland. In Sint-Petersburg, windstoten tot 45 mp/h (75 km/u) zorgde voor beschadigde gebouwen en liet daarbij ongeveer 1.500 inwoners achter zonder stroom.